# ولاد بوتاتبت (أولاد بن حمادي)
ولاد بوتاتبت هي إحدى مشيخات المملكة المغربية، تتبع جغرافيا لإقليم سيدي سليمان وإداريًا لأولاد بن حمادي. يقدر عدد سكانها بـ 4788 نسمة حسب الإحصاء الرسمي للسكان والسكنى لسنة 2004.